# 中兴路街道 (克拉玛依市)
中兴路街道，是中华人民共和国新疆维吾尔自治区克拉玛依市白碱滩区下辖的一个乡镇级行政单位。

## 行政区划
中兴路街道下辖以下地区：
五亭社区、北坡社区、北盛社区、钻井社区、芙蓉社区、远征社区、新河社区、新华社区、跃进社区、跃南社区、双环社区、沁园社区、东方园管委会社区和润禾管委会社区。